# TSG Litzmannstadt
Die Turn- und Sportgemeinschaft (TSG) Litzmannstadt / Łódzkie Towarzystwo Sportowo-Gimnastyczne (ŁTS-G) war ein deutscher Sportverein aus dem heute polnischen Łódź, das im Laufe der TSG-Geschichte mehrfach seinen Namen und seine Staatszugehörigkeit änderte.

## Vereinsgeschichte
Bis zum Ende des Ersten Weltkriegs gab es keinen polnischen Nationalstaat. Das Land war dreigeteilt in einen österreichischen, einen preußischen sowie einen – Königreich Polen genannten – russischen Teil. Der Grad der Repression der jeweiligen Besatzungsmächte gegenüber der eingeborenen polnischen Bevölkerung war unterschiedlich. Am meisten hatten die Polen unter den Russen zu leiden, wo sie mehr oder weniger rechtlos waren. 
Das wird auch bei der Sportentwicklung deutlich.
Lodz war nach Warschau die zweitgrößte Stadt im russischen Bereich. In der Textil-Arbeiterstadt, dem „polnischen Manchester“, wurde von der polnischen Bevölkerung praktisch kein Vereinssport betrieben, zumal auch schwierige sozioökonomische Verhältnisse vorherrschten. Aus dem 19. Jahrhundert ist lediglich der 1899 gegründete Touristik-Verein „Klub Turystow Lodz“ (später: Union Litzmannstadt) bekannt. 
Anders die Ausländer: Deutsche und Engländer, die als Spezialisten in den Textilbetrieben von Lodz (auch Lodsch genannt) beschäftigt waren und anderen Gesetzen als die bodenständige polnische Bevölkerung unterlagen, gründeten schon vor 1900 ihre nationalen Sportvereine, in denen sie vor allem Turnen, Radfahren und Tennis betrieben, aber auch sporadisch Fußball spielten. Dazu gehörten schon ab Mitte des 19. Jahrhunderts Vorläufer-Turnvereine der TSG und 1897 der Spiel- und Sportverein Union Lodz, über den jedoch keine Informationen mehr vorliegen.
Hauptsächlich wird die Gründungsphase der TSG von Turnern bestritten. 1907 wird der TG Achilles ins Leben gerufen, im selben Jahr erfolgt die offizielle Gründung des Lodzer Turnvereins Jahn. Am 7. April 1910 schließen sich beide Clubs zunächst als „Vereinte Turnvereine Achilles-Jahn“ zusammen und verschmelzen 1911 endgültig zum „Lodzer Sport- und Turnverein“. Das Jahr 1911 gilt auch als offizielles Gründungsjahr. Hauptbeschäftigung dieses STV war das Turnen, aber schon die TG Achilles hatte eine Fußballabteilung besessen, die im STV fortgeführt wurde. Man beteiligte sich an den ab 1911 jährlich ausgetragenen Stadtmeisterschaften von Lodz.
Nach Ende des Ersten Weltkriegs entstand wieder ein polnischer Nationalstaat. Aus den bis dahin „deutschen“ Clubs wurden polnische, die sich am polnischen Spielbetrieb beteiligten und auch polnische Namen annehmen mussten. So hieß der Lodzer STV nun Łódzkie Towarzystwo Sportowo-Gimnastyczne (ŁTS-G). Als ŁTS-G errang der Verein auch seinen größten Fußballerfolg: Er schaffte 1929/30 für ein Jahr den Sprung in die höchste polnische Spielklasse. 
Nach Beginn des Zweiten Weltkriegs und der Besetzung Polens durch die deutschen Truppen erhielt der Verein wieder einen deutschen Namen: ŁTS-G wurde wieder zum STV. 1940 wurde aus Lodz „Litzmannstadt“, benannt nach dem „Kriegshelden“ des Ersten Weltkriegs und NSDAP-Parteimitglied Karl Litzmann. Aus dem STV Lodz (Lodsch) wurde jetzt die TSG Litzmannstadt, die in die neue Gauliga Wartheland eingegliedert wurde. In der ersten Spielzeit 1940/41, die als Pokalrunde ausgetragen wurde, erreichte der Verein das Finale und musste sich dort dem LSV Posen mit 3:4 nach Verlängerung geschlagen geben. Während der Saison 1941/42 zog sich der Verein – vermutlich wegen kriegsbedingten Spielermangels – freiwillig zurück. Mit Kriegsende erlosch der Verein.